# Theodor Pinn

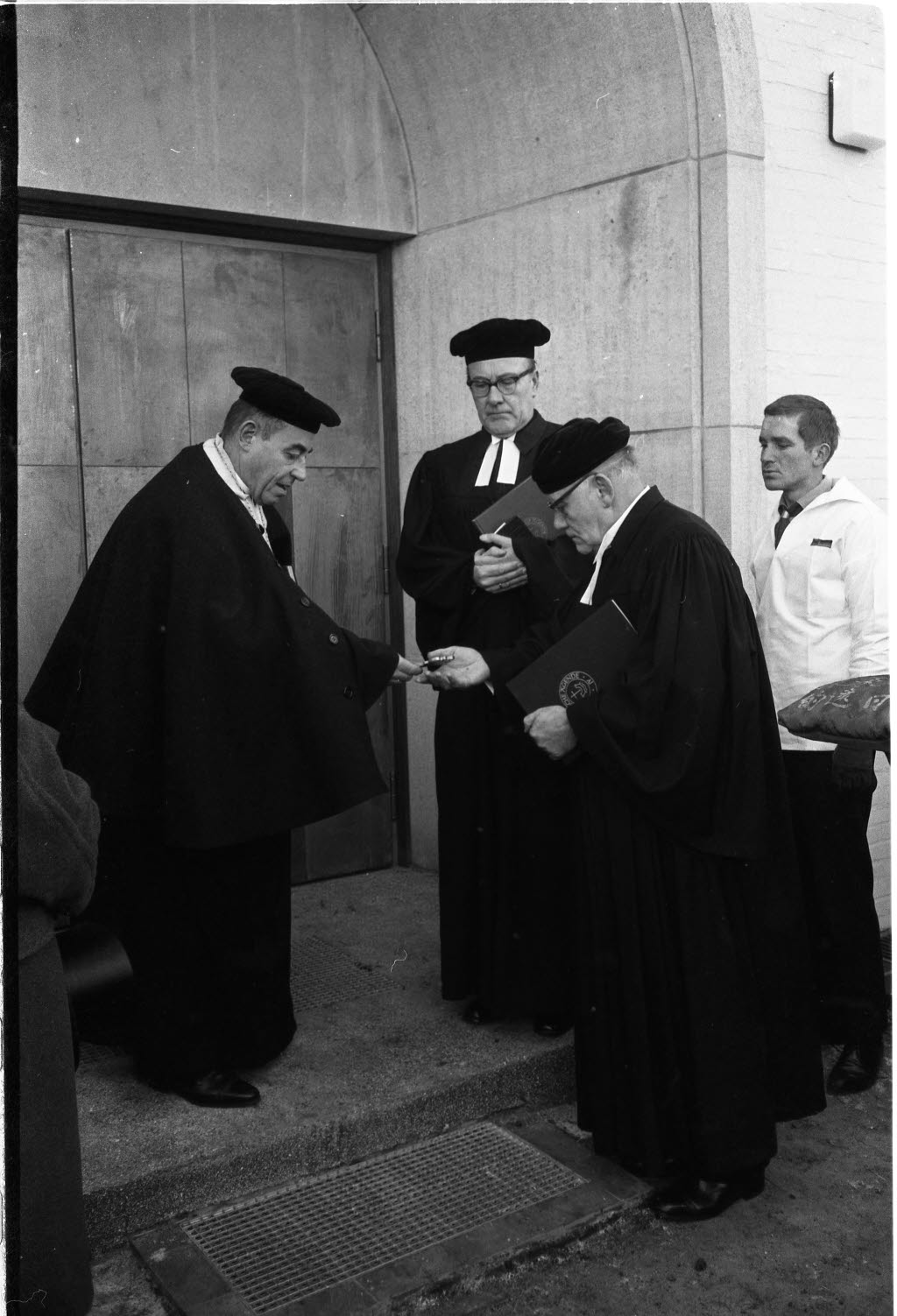
Theodor Pinn (2.v.re.) bei der Schlüsselübergabe der Kieler Stephanuskirche durch Wilhelm Halfmann (li.), 1962

Theodor Pinn (* 11. Oktober 1898 in Flensburg; † 23. Dezember 1989 in Glücksburg) war ein deutscher evangelisch-lutherischer Pastor, Widerstandskämpfer gegen den Nationalsozialismus und Mitglied der Bekennenden Kirche.

## Leben
Theodor Pinn wuchs in Kiel auf und nahm nach der Notreifeprüfung 1916 als Soldat am Ersten Weltkrieg teil. Nach 1918 nahm er das Studium der evangelische Theologie in Kiel auf, das er in Marburg fortführte und 1923 abschloss. Er wurde 1925 ordiniert und war anschließend Provinzialvikar und Pastor in Sandesneben.
1931 wurde er Pastor an der St.-Georg-und-Mauritius-Kirche in Flemhude. Dort wandte er sich dabei besonders gegen den im Kreis sehr aktiven Tannenbergbund. Als Gegengewicht zu den verbreiteten kommunistischen Flugblättern gab er das Gemeindeblatt Hör' zu! heraus. Um dem Einfluss der verschiedenen Ideologien auf die Kinder etwas entgegenzusetzen, führte er 1932 einen zweiwöchentlich stattfindenden Kindergottesdienst ein, der großen Zuspruch fand.
Nachdem Pinn Anfang 1933 den Sieg der Nationalsozialisten noch begrüßt hatte, sprach er sich ab Mitte 1933 gegen die Gleichschaltung der Kirche im nationalsozialistischen Staats in die Kirche und gegen die Verfälschung der christlichen Lehre durch die Glaubensgemeinschaft Deutsche Christen aus. Im Oktober 1933 wurde er Mitglied der Not- und Arbeitsgemeinschaft schleswig-holsteinischer Pastoren (NAG) und schloss sich dem Pfarrernotbund an. Pinn war während der Zeit des Nationalsozialismus überzeugtes Mitglied der Bekennenden Kirche. Die in seinen ersten Amtsjahren gute Zusammenarbeit mit dem Kirchenvorstand und der Lehrerschaft, von denen mehrere NSDAP-Mitglieder waren, führte dadurch zunehmend zu Konfrontation. Die kirchliche Jugendarbeit kam in den folgenden Jahren zum Erliegen. Als die Bekenntnissynode in Berlin-Dahlem Anfang März 1935 eine Warnung vor einer Verdrängung des Christentums durch eine völkische Religion und vor dem totalen Machtanspruch des Staates im Bereich der Kirche verfasste, verlangte die Regierung von den Pastoren eine Erklärung, diese Kanzelabkündigung nicht zu verlesen. Wenige Tage später wurde Pinn kurz vor Gottesdienstbeginn erstmals für einige Wochen inhaftiert, weil er sich weigerte, die geforderte Verzichtserklärung zu unterschreiben. Zu Neujahr 1937 ließ Pinn nicht wie gefordert die Kollekte für das nationalsozialistische Winterhilfswerk sammeln, da er dieses als antichristliche Konkurrenz der kirchlichen Hilfsorganisationen ansah. In den folgenden Wochen kam es wiederholt zu Zusammenstößen zwischen dem Pastor und nationalsozialistischen Gemeindegliedern. Zudem stellte die Gestapo eine Untersuchung gegen ihn an. Am 30. März 1937 wurde er verhaftet und von dem Gauleiter Hinrich Lohse aus Schleswig-Holstein ausgewiesen.
Nach seiner Ausweisung arbeitete Pinn zunächst im Büro der Vorläufigen Kirchenleitung in Berlin-Dahlem, bis er von der Gestapo in Schutzhaft genommen wurde. Nach seiner Entlassung arbeitete er als Pastor in Löhne, wo er nach wenigen Wochen wegen einer Sammlung für die BK entlassen wurde, und in Gladbeck, wo er ebenfalls nach kurzer Zeit aus dem Amt entfernt wurde, weil er in der Volksabstimmung 1938 gegen den Anschluss Österreichs gestimmt hatte. Von der Kirche zwangsweise in den Ruhestand versetzt, zog er mit seiner Familie nach Tirol. Die Flemhuder Kirchenchronik, in der er seine Erlebnisse in Flemhude geschildert hatte, nahm er mit und versteckte sie vor seiner erneuten Verhaftung 1939. Diese Chronik wurde 1971 wieder aufgefunden. Nach seiner Freilassung 1940 wurde er als Sanitäter zum Militärdienst eingezogen wurde. Erst in dieser Zeit, als er Euthanasie und die Deportation von Juden miterlebte, distanzierte er sich auch politisch gänzlich vom Nationalsozialismus.
Nach der Befreiung 1945 kehrte Pinn nach Kiel zurück und klagte erfolgreich auf Rückgabe seiner Gemeinde. Von 1946 bis 1948 war er wieder Pastor in Flemhude. Seine Frau Anna Elisabeth, geb. Krogmann, mit der er seit 1927 verheiratet gewesen war und mit der vier Söhne hatte, weigerte sich 1946, nach Flemhude zurückzukehren, wo sie in den Jahren nach 1933 soviel Anfeindung erlebt hatte. Ihretwegen nahm Pinn 1948 eine Pfarrstelle im Allgäu an. Nach der Scheidung 1951 kehrte er nach Holstein zurück und heiratete 1952 Lydia, geb. Will. Von 1952 bis zu seiner Pensionierung 1964 wirkte Pinn schließlich als Pastor in Kiel-Kroog bzw. Kiel-Elmschenhagen an der Stephanuskirche, deren Bau er maßgeblich beeinflusste. Pinn war des Weiteren Mitinitiator und „geistlicher Vater“ der Waldkapelle „Zum ewigen Troste“ in Neuwühren, die 1953 geweiht wurde und der er nach seiner Pensionierung weiterhin verbunden blieb. Nach
Er ist nicht zuletzt ein bedeutender Zeitzeuge des 20. Jahrhunderts, dessen Aufzeichnungen und Erinnerungen wertvolle Quellen darstellen und die entsprechend publiziert bzw. ausgewertet wurden. So wurden Auszüge seines Kriegstagebuches veröffentlicht, das er als Schüler 1914 begonnen hatte, seine Erinnerungen an die Zeit des Nationalsozialismus erschienen mehrfach als Aufsatz und als eigenständige Schrift.
Pinn galt als „ein kantiger Mann, der zu seinen Überzeugungen stand und dafür auch schwerste persönliche Nachteile in Kauf nahm.“ Auch nach seiner Pensionierung wandte er sich energisch gegen – aus seiner Sicht – Fehlentwicklungen in der Kirche. So stürmte er z. B. Anfang der 70er Jahre die Kanzel bei Politischen Nachtgebeten, die er scharf verurteilte.
Nach dem Tod seiner zweiten Frau 1984 heiratete er  Anneliese Milberg, die Tochter des ehemaligen Kirchenpatrons Theodor Milberg und Tante des Schauspielers Axel Milberg.

## Auszeichnungen
- 1982 Bundesverdienstkreuz am Bande[10]

## Schriften
- (als Herausgeber:) Schilleratsen. Ein Heimatbüchlein für die Sandesnebener Kirchengemeinde. Lauenburger Heimatverlag, Ratzeburg 1932 OCLC 249031502.
- Sieben Verhaftungen. Erinnerungen eines ev.-luth. Pastors an die Nazi-Zeit in Schleswig-Holstein. Hansen, Preetz 1983 OCLC 72100044.
- Sieben Verhaftungen. In: Wolfgang Prehn u. a. (Hrsg.): Zeit den schmalen Weg zu gehen. Zeugen berichten vom Kirchenkampf in Schleswig-Holstein, Lutherische Verlags-Gesellschaft, Kiel 1985, S. 79–90, ISBN 3-87503-027-3.